# Jair Jurrjens
Jair Francoise Jurrjens (Willemstad, 29 gennaio 1986) è un giocatore di baseball olandese, originario di Curaçao.

## Carriera

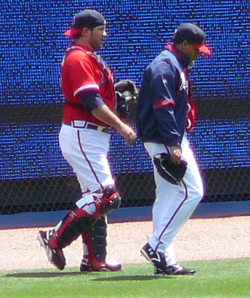
Jurrjens (destra) e Corky Miller nel 2008

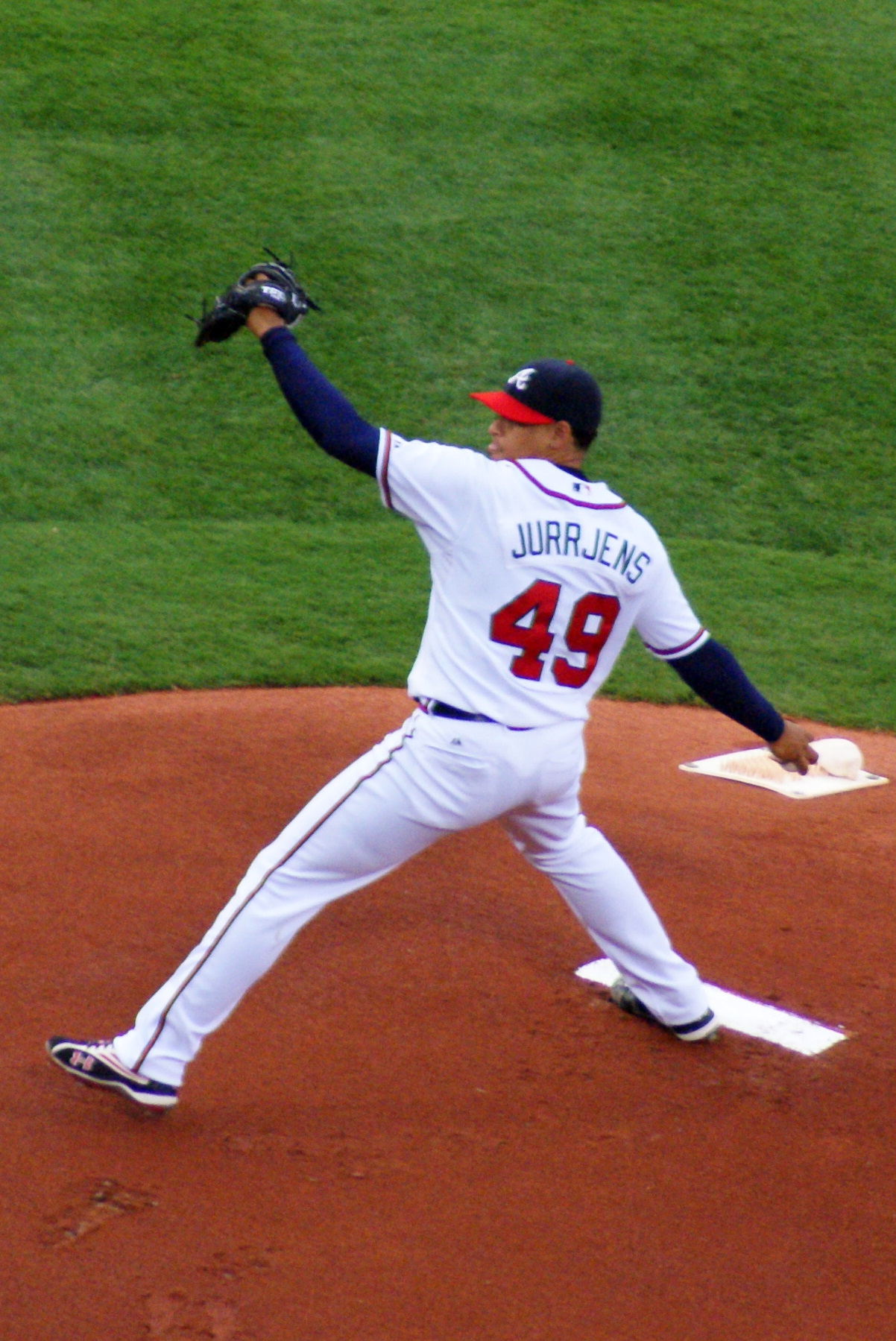
Jurrjens con i Braves nel 2009

### Gli inizi e Detroit Tigers
Nato nell'isola di Curaçao nelle ex Antille Olandesi, ha iniziato la sua carriera professionistica con i Detroit Tigers che lo misero sotto contratto nel 2003. Ha debuttato quattro anni dopo nella MLB, il 15 agosto 2007, al Jacobs Field di Cleveland contro i Cleveland Indians.

### Atlanta Braves (2008-2012)
Nel 2008 è passato a giocare con gli Atlanta Braves, dove fu inserito stabilmente nella rotazione dei partenti. Ha chiuso la stagione con 13 vittorie e una media PGL di 3.68, arrivando terzo nella votazione per il Rookie of the Year della National League.
Nel 2009 ha concluso con 14 vittorie e una media PGL di 2.60, la terza migliore della National League.
Nel maggio del 2011 ha vinto il premio come lanciatore del mese per la National League. È stato poi convocato per l'All-Star Game.
Chiuse la stagione con 13 vittorie (secondo tra i lanciatori dei Braves, dietro al solo Tim Hudson con 16), ma risultò il migliore della squadra in media PGL con 2.96.
Fra le gare memorabili in quella stagione ci fu la sua prima gara completa il 26 aprile 2011 contro i San Diego Padres e il suo primo shutout contro i Baltimore Orioles il 1º luglio.
Nel 2012 è apparso in sole 11 partite chiudendo con un bilancio negativo (3-4). Al termine della stagione è diventato free agent.

### Baltimore Orioles, ritorno ai Tigers e Cincinnati Reds (2013-2014)
Il 15 febbraio 2013 ha firmato un contratto con i Baltimore Orioles, che lo hanno mandato a giocare in Minor League Baseball (MiLB). Divenne free agent il 18 luglio e il 24 firmò con i Detroit Tigers. Terminata la stagione firmò con i Cincinnati Reds.

### Colorado Rockies (2014-2015)
Il 2 luglio 2014 è stato scambiato con i Colorado Rockies. Venne svincolato dalla squadra il 27 agosto 2015.

### Professionismo a Taiwan e ritorno in America (2016-)
Il 13 febbraio 2016 firmò gli Uni-President 7-Eleven Lions della Chinese Professional Baseball League, la lega professionistica di Taiwan. Finita la stagione tornò in America, firmando il 30 marzo 2017 con i Los Angeles Dodgers. Conclusa la stagione firmò con i Tigres Del Licey della Dominican Winter League, un campionato che si disputa tra ottobre e gennaio in Repubblica Dominicana.
Il 7 marzo 2018, Jurrjens firmò con i Long Island Ducks della Atlantic League of Professional Baseball, una lega indipendente. A fine stagione divenne free agent.

## Nazionale
Con la nazionale di baseball dei Paesi Bassi ha disputato il World Baseball Classic 2006 e 2017.

## Statistiche

### Statistiche carriera
| Anno       | Squadra        | Presenze | W-L   | SO  | ERA  |
| ---------- | -------------- | -------- | ----- | --- | ---- |
| 2007       | Detroit Tigers | 7        | 3-1   | 13  | 4.70 |
| 2008       | Atlanta Braves | 31       | 13-10 | 139 | 3.68 |
| 2009       | Atlanta Braves | 34       | 14-10 | 152 | 2.60 |
| 2010       | Atlanta Braves | 20       | 7-6   | 86  | 4.64 |
| 2011       | Atlanta Braves | 23       | 13-6  | 90  | 2.96 |
| 2012       | Atlanta Braves | 11       | 3-4   | 19  | 6.89 |
| 6 stagioni | 2 squadre      | 126      | 53-37 | 499 | 3.62 |

### Salario annuo
| Anno            | Squadra        | Salario     |
| --------------- | -------------- | ----------- |
| 2008            | Atlanta Braves | $390,000    |
| 2009            | Atlanta Braves | $450,000    |
| 2010            | Atlanta Braves | $480,000    |
| 2011            | Atlanta Braves | $3,250,000  |
| 2012            | Atlanta Braves | $5,500,000  |
| Totale carriera | 2008-2012      | $10,070,000 |

### Premi
- All-Star Game (2011)
- 2 volte lanciatore del mese della National League (settembre 2009, maggio 2011)